# Адальберт II (маркграф Тосканы)
Адальберт II Богатый (итал. Adalberto II di Toscana; умер в августе или сентябре 915) — граф Лукки и маркграф Тосканы с 886, один из богатейших и могущественных сеньоров в Итальянском королевстве, сын маркграфа Тосканы Адальберта I и Ротхильды Сполетской.
Двор Адальберта II по роскоши и пышности не уступал королевскому двору. Он владел также некоторыми феодами в Провансе, входившем в состав королевства Нижняя Бургундия.

## Биография

### Правление
Ещё до смерти отца Адальберт носил графский титул. После смерти отца в 886 году Адальберт унаследовал Тосканскую марку, а также огромные богатства в Италии и Провансе. В состав его владений входили входили Тоскана, Лигурия и Корсика.
После низложения в 887 году императора Карла III Толстого, Адальберт входил в число итальянских магнатов, которые могли претендовать на королевскую корону, однако он даже и не пытался предъявить права на трон. Вместо этого он в 889 году поддержал брата своей матери — маркграфа и герцога Сполето и маркграфа Камерино Гвидо, выдвинувшего претензии на Итальянский трон, против маркграфа Фриуля Беренгара I. В итоге Гвидо был коронован 12 февраля 889 года в Павии. Беренгар, который был коронован в 888 году, не смог противостоять Гвидо, однако сохранил контроль над частью королевства. Фактически королевство распалось на 2 части.
В 894 году король Восточно-Франкского королевства Арнульф Каринтийский, который и ранее предъявлял свои права на Итальянское королевство и императорский титул, по призыву папы Формоза предпринял поход в Италию. Император Гвидо не смог ему противостоять, и Арнульф вошёл в Павию, где повелел арестовать Адальберта, его брата Бонифация и графа Герарда, но вскоре отпустил их, заставив принести клятву верности. Однако они сразу же бежали в Тоскану, где собрали армию, чтобы воспрепятствовать дальнейшему продвижению Арнульфа на Рим. В итоге Арнульф был вынужден повернуть обратно.
В декабре 894 года умер император Гвидо. Адальберт не сразу поддержал сына и наследника Гвидо, императора Ламберта, однако в итоге признал его.
В период между 895 и 898 годами Адальберт женился на Берте Лотарингской, дочери короля Лотарингии Лотаря II от непризнанного церковью брака с Вальдрадой, вдове графа Арля Тибо. Адальберт и до этого по своим владениям в Провансе входил в состав высшей знати Нижнебургургундского королевства, а благодаря этому браку породнился с королём Людовиком. Его жена была известна своим честолюбием и очень гордилась своим королевским положением. Она имела огромное влияние на своего мужа.
В 898 году в Риме при избрании нового папы произошёл раскол. Часть духовенства и римского народа отдали свои голоса за Иоанна IX, другие — за Сергия III. В итоге победителем вышел Иоанн, его признал и император Ламберт. Сергий был вынужден бежать из Рима. Приют он нашёл при дворе Адальберта. В том же году Адальберт восстал против Ламберта. Точные причины восстания неизвестны, но по мнению некоторых историков это могло быть связано с событиями в Риме. Кроме того к восстанию мог быть причастен и Беренгар Фриульский, который также поддерживал Сергия.
Адальберт и его союзник, граф Хильдебранд, выступили с армией к Павии. Однако император Ламберт, который в это время был на охоте, узнав о приближении мятежников, храбро выступил с небольшим отрядом навстречу. Ночью отряд императора напал на неохраняемый лагерь Адальберта, расправившись со спящими. Граф Хильдебранд смог бежать, однако Адальберт был схвачен и отправлен в Павию дожидаться суда. Сам Ламберт решил продолжить охоту, во время которой 15 октября погиб от несчастного случая.
Гибель Ламберта спасла Адальберта. Беренгар Фриульский, бывший противник Гвидо и Ламберта, теперь не имел соперников. Он выпустил из заключения Адальберта, а также смог примириться с бывшими сторонниками Гвидо и Ламберта. Однако уже в 899 году престиж Беренгара был подорван. В Италию вторглись венгры, разгромив 24 сентября армию Беренгара, который сам бежал и заперся в Павии. Земли королевства были разорены. Итальянская знать, недовольная неспособностью Беренгара противостоять противнику, стала подыскивать ему замену. Адальберт отказался от прав на корону, больше никто из итальянских сеньоров не обладал достаточным могуществом, поэтому замену нашли за пределами Италии.
Выбор пал на короля Прованса Людовика III. Одним из первых на сторону Людовика перешли маркграф Иврейский Адальберт I, а также Ангельтруда, вдова императора Гвидо. Также выбор поддержала и Берта Лотарингская, жена Адальберта Тосканского. 5 октября 900 года в Павии на ассамблее светских и церковных магнатов Людовик был провозглашён королём Италии. Вскоре Людовик был коронован и императорской короной.
Однако вскоре Беренгару удалось перетянуть на свою сторону некоторых сторонников Людовика, которые имели причины недовольства Людовиком. В числе их указан маркграф Адальберт. Лиутпранд отождествляет его с Адальбертом Тосканским, однако современные исследователи считают, что вероятнее это был Адальберт Иврейский. Поскольку владения Адальберта граничили с Провансом, ему удалось перекрыть дорогу и воспрепятствовать посылке подкреплений для Людовика. При этом поссорился с императором и Адальберт Тосканский — по словам хронистов причиной ухудшения отношений послужило то, что Людовик завидовал богатству Адальберту. Беренгар решился открыто выступить против Людовика и разбил его, вернув себе власть. После того, как Людовик поклялся не возвращаться в Италию, Беренгар отпустил его.
Однако в 904 году Людовик Прованский вернулся. После очередного вторжения венгров Беренгар заключил с ними перемирие, обязавшись ежегодно выплачивать дань. Это не понравилось знати, в результате они снова призвали Людовика. Инициаторами выступили Берта Лотарингская и её муж, Адальберт Тосканский, который так и не смог найти общий язык с Беренгаром. В итоге Людовик в июне вошёл в Павию, а Беренгар бежал. Но в 905 году он вернулся и застал Людовика, распустившего армию, врасплох. Император был схвачен и ослеплён, а власть опять перешла к Беренгару.
В начале 910-х умерла Гизела, дочь короля Беренгара, жена маркграфа Адальберта I Иврейского. Вскоре Адальберт Тосканский выдал за него замуж свою дочь Ирменгарду, перетянув того из числа сторонников Беренгара в стан его противников. Также Адальберт поддерживал своего пасынка, графа Вьенна и Арля Гуго, сына Берты Лотарингской от первого брака, который постепенно стал самым могущественным магнатом в Нижнебургундском королевстве.
Адальберт умер в середине августа или сентября 915 года. Его владения унаследовал старший сын Гвидо.

### Семья
Жена: с ок. 895/898 Берта Лотарингская (ок. 863 — 8 марта 925), дочь короля Лотарингии Лотаря II от непризнанного церковью брака с Вальдрадой, вдова графа Арля Тибо. Дети:
- Гвидо (ум. 930), маркграф Тосканы с 915
- Ламберт (ум. после 938), маркграф Тосканы 930—931
- Ирменгарда (ум. 29 февраля после 932); муж: с 911/914 Адальберт I (ум. 17 июля 923/8 октября 924), маркграф Ивреи; в 924 году стала любовницей короля Верхней Бургундии Рудольфа II